# Article 65 de la Constitution tunisienne de 1959
L'article 65 de la Constitution tunisienne de 1959 est le 65e des 78 articles de la Constitution tunisienne adoptée le 1er juin 1959.
Il est le deuxième article du chapitre intitulé « Le pouvoir judiciaire ».

## Texte
« L'autorité judiciaire est indépendante ; les magistrats ne sont soumis, dans 
l'exercice de leurs fonctions, qu'à l'autorité de la loi. »